# 国家憲兵
国家憲兵（こっかけんぺい）は、憲兵のうち、軍隊内だけでなく一般警察活動（行政警察活動や司法警察活動）も担当する法執行機関。
フランスの国家憲兵隊（Gendarmerie）が起源とされ、ラテン諸国を中心にヨーロッパ大陸諸国とその植民地地域に広まった。「警察軍」や「軍警察」とも称され、準軍事組織として扱われることもある。

## 由来と管轄
国家憲兵は、ラテン諸国を中心にヨーロッパ大陸諸国とその植民地地域で普及している制度であり、フランスのジャンダルムリ（gendarmerie; 騎兵隊、原義は「武装した人々」）が起源といわれる。同国では戦争が終わると失業した傭兵が野盗化して治安を脅かすことが問題になっていたことから、これを取り締まるための憲兵組織が整備されて、後には、自治体警察の体制が整っている都市部以外の農村において、軍人に限らず犯罪者全般を取り締まるようになった。そしてナポレオン・ボナパルトがこの制度を活用したことを契機として、各国に普及していった。
人員は国防省・軍の所属で、平時の一般警察業務においては内務省や司法省、知事などの指揮を受ける場合が多い。組織形態は多彩であり、有事には軍隊に組み込まれて戦闘に参加することになっている組織がある一方で、一般の文民警察に限りなく近い組織もある。国家憲兵を警察に統合・再編する国もあり、例としてはベルギー（2001年）、オーストリア（2005年、ただしオーストリア国家憲兵の所属はもともと軍ではなく内務省）、インドネシア、フィリピンなどがある（下の一覧を参照）。
なお、英米法系のアメリカ・イギリスなどでは、憲兵隊の所掌は軍内部の秩序維持に限定され、一般警察活動は行わない。また、国家憲兵・軍警察を名乗る組織の中にも、ブラジル軍警察やルーマニア国家憲兵隊などのように、「軍内部の法執行機関」としての機能・権限を持たない例もあるが、この場合には軍内部の法執行機関としての憲兵隊が別個に編成されている。
「国家憲兵」にあたる名称が使われていても、本項の国家憲兵には当てはまらない組織も存在する。王立カナダ国家憲兵はカナダの国家警察として機能しており、国防省所管ではない（フランス語では国家憲兵：Gendarmerie であるが、英語では騎馬警察：Mounted Police。日本では「カナダ騎馬警察隊」と表現される事が多い）。スイス憲兵隊も同様であり、フランス語を公用語とする州での州警察がこのように表現される。
日本の歴史上、フランスの国家憲兵制度を範として1881年（明治14年）に創設された大日本帝国陸軍憲兵は、大日本帝国陸軍において陸軍大臣の管轄に属し、主として軍事警察を掌り、兼て行政警察、司法警察も掌る。日本における国家憲兵として次第に権限を拡大し1890年代には全国の市町村に配置され、軍警察、治安維持、防諜を主要任務とするに至った。内地、外地のみならず第二次世界大戦中は占領地でも活動したが、戦後に解体された。
大戦後の1954年に成立した陸上自衛隊の警務科は自衛隊内秩序の維持等を任務とする、国家憲兵としての機能はなく、所属する警務官は行政警察権を有していない。

## 国家憲兵の一覧
- アルゼンチン - アルゼンチン国家憲兵隊（スペイン語版）（Gendarmería Nacional Argentina）
- オーストリア - 連邦憲兵隊（ドイツ語版）（Bundesgendarmerie、2005年に連邦警察 Bundespolizei へ改編）
- ベルギー - ベルギー国家憲兵隊（英語版）（Gendarmerie、2001年1月に連邦警察および地域警察）
- ブルキナファソ - ブルキナファソ国家憲兵隊（フランス語版、英語版）(Gendarmerie nationale burkinabè)
- ブルガリア - ブルガリア国家憲兵（英語版）（Gendarmerie）
- ブラジル - 軍警察（Polícias Militares）
- カナダ - 王立カナダ国家憲兵（仏語：Gendarmerie royale du Canada、英語：Royal Canadian Mounted Police）
- チリ - カラビネーロス・デ・チレ
- 中国 - 中国人民武装警察部隊
- スペイン - 治安警備隊（グアルディア・シビル）
- フランス - 国家憲兵隊（ジャンダルムリ）
- ガボン - ガボン国家憲兵隊（フランス語版、英語版）
- ギリシャ - ギリシャ国家警察（英語版）
- インドネシア - インドネシア国家警察（英語版）（Kepolisian Negara Republik Indonesia）
- イタリア - カラビニエリ
- 日本 - 大日本帝国陸軍憲兵(1945年に解散)
- モロッコ - 王立モロッコ国家憲兵隊（英語版）（Royal Moroccan Gendarmerie）
- モルドバ - カラビニエリ (モルドバ)（英語版）（Trupele de Carabinieri）
- メキシコ  - メキシコ連邦警察（Policía Federal）。メキシコ国家憲兵隊（スペイン語版）（Gendarmería Nacional、連邦警察）
- ニカラグア - ニカラグア国家警備隊（スペイン語版）（Guardia Nacional、1979年に解散）
- オランダ - オランダ王立保安隊
- ペルー - ペルー共和国 国家警察（スペイン語版）
- フィリピン - フィリピン国家警察（英語版）（Pambansang Pulisya ng Pilipinas）
- ポルトガル - ポルトガル共和国国家警備隊
- ルーマニア - ルーマニア国家憲兵隊（ルーマニア語版）（Jandarmeria Română）
- サウジアラビア - サウジアラビア国家警備隊
- サンマリノ - サンマリノ共和国国家憲兵隊（イタリア語版）（Corpo della Gendarmeria della Repubblica di San Marino）
- セルビア - セルビア国家憲兵（英語版）（Gendarmery、2001年に新設)
- スイス - スイス国家憲兵（英語版）（Gendarmerie）
- トルコ - ジャンダルマ
- 台湾 - 中華民国憲兵